# Peter Schlagenhauf
Peter Schlagenhauf (* 19. März 1960) ist ein ehemaliger Schweizer Eishockeyspieler, der mit dem EHC Kloten zweimal die Schweizer Meisterschaft gewann. In 568 Nationalliga-A-Spielen erzielte er 340 Tore. Sein Bruder Andreas war und sein Neffe Roman ist ebenfalls Eishockeyspieler.

## Karriere
Peter Schlagenhauf verbrachte den Grossteil seiner professionellen Karriere beim EHC Kloten, für den er von 1977 bis 1994 durchgehend in der Nationalliga A aktiv war, der höchsten Schweizer Spielklasse. Mit seiner Mannschaft gewann der Angreifer in seinen beiden letzten NLA-Spielzeiten 1992/93 und 93/94 jeweils die Schweizer Meisterschaft. 1993 wurde er zudem in das Schweizer All-Star Team gewählt. Von 1994 bis 1997 liess der ehemalige Nationalspieler seine Karriere beim Grasshopper Club Zürich in der Nationalliga B ausklingen. Anschliessend beendete er im Alter von 37 Jahren seine aktive Laufbahn. 

### International
Peter Schlagenhauf gehörte lange Jahre zum Kern der Schweizer Eishockeynationalmannschaft. Für diese nahm er an der A-Weltmeisterschaft 1987 sowie den Olympischen Winterspielen 1988 in Calgary teil. Insgesamt absolvierte er 92 Länderspiele für sein Land.

## Erfolge und Auszeichnungen
- 1993 Schweizer Meister  mit dem EHC Kloten
- 1993 Schweizer All-Star Team
- 1994 Schweizer Meister mit dem EHC Kloten